# Iambol (província)
Iambol (em búlgaro: Ямбол; romaniz.: Yambol) é um distrito da Bulgária. Sua capital é a cidade de Iambol.

## Municípios
| Nome      | População (censo 2001) |
| --------- | ---------------------- |
| Boljarovo | 5.638                  |
| Elhovo    | 20.552                 |
| Straldža  | 15.828                 |
| Tundzha   | 31.406                 |
| Iambol    | 82.656                 |